# 100BASE-T4

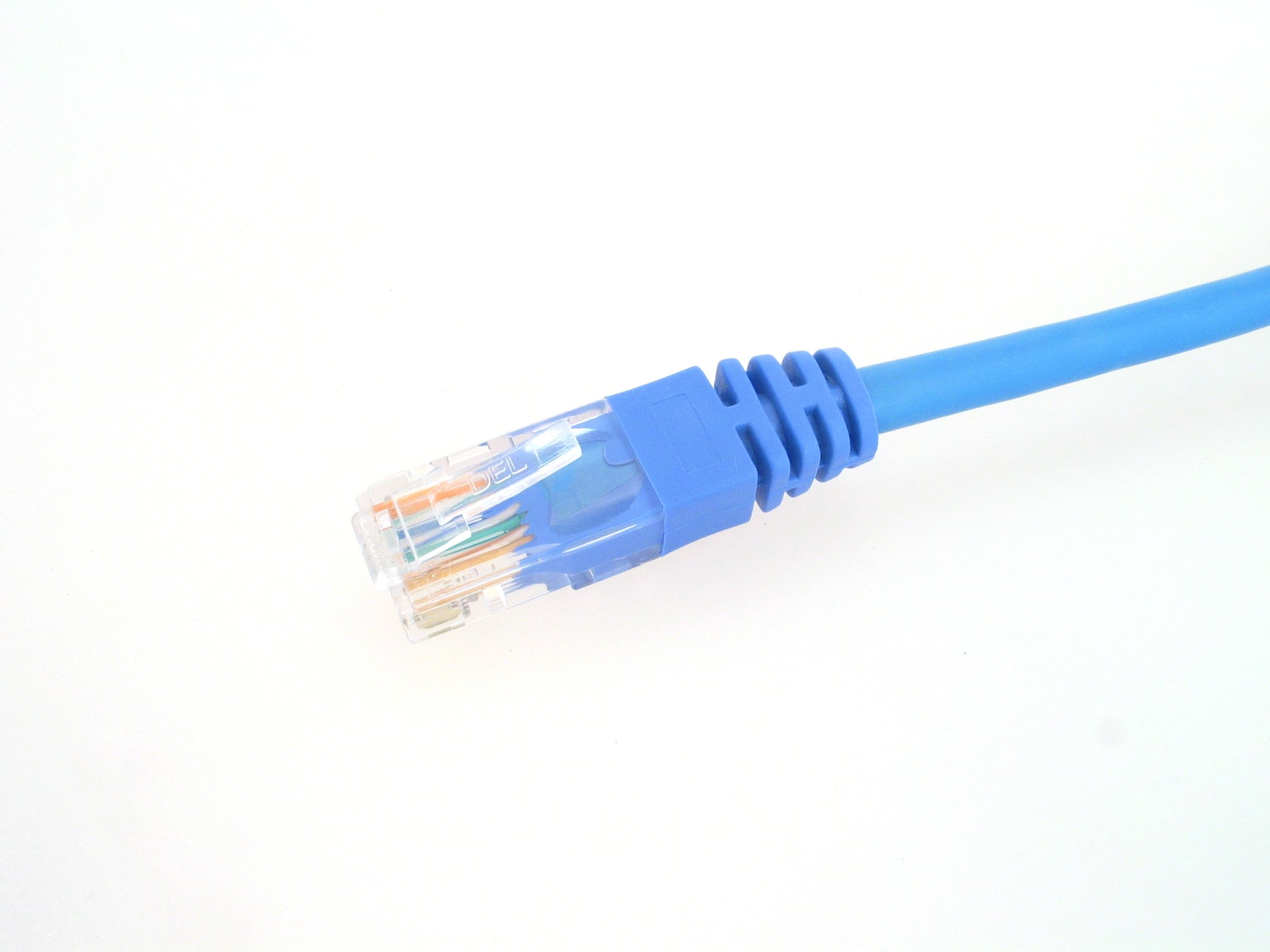
Connecteur RJ-45 servant à la connexion des réseaux informatiques.

Le 100BASE-T4 est une norme de câblage réseau mise au point pour l'élaboration du Fast Ethernet 100BASE-T en améliorant la norme 10BASE-T afin d’augmenter la vitesse de transmission des réseaux informatiques et Ethernet.

## Description
Le câblage 100BASE-T4 peut être utilisé en topologie étoile ou sous forme de bus linéaire, d'une longueur maximale de 100 mètres entre deux équipements.
Son support est la paire torsadée (4 paires) de câble de catégorie 3, 4 ou 5 non blindé équipés de connecteurs RJ45. La norme recommande l'utilisation du câble catégorie 5 et la limitation de la longueur du câble à 90 mètres entre prises murales réseau et l'équipement d'interconnexion auquel elles sont reliées pour préserver 10 mètres au raccordement entre prises et matériel connecté.